# A25 (België)
De A25 is een korte Belgische autosnelweg die de Luikse binnenstad verbindt met Maastricht in Nederland. De Europese weg E25 volgt de A25 voor een deel. Het is het enige wegtraject in België waarvan het A-nummer en het E-nummer hetzelfde is.

## Traject
De A25 begint bij de Nederlandse grens bij Moelingen als voortzetting van de Nederlandse A2. Ter hoogte van deze grensovergang bevindt de snelweg zich in het Vlaams Gewest, maar treedt na slechts vijfhonderd meter Wallonië binnen. Bij het stadje Wezet (Visé) ontmoet de snelweg de Maas en loopt dan pal langs de rivieroever. De snelweg loopt vanaf hier tussen de rivier en de spoorweg Luik - Maastricht.

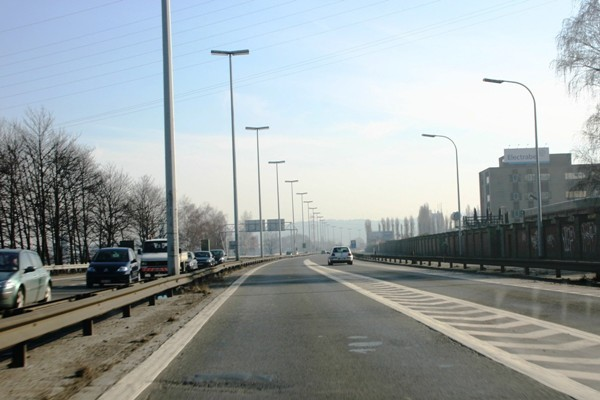
Begin-/ eindpunt van de A25 in Luik, gezien in de richting van Wezet (Visé).

Voorbij Wezet is het Maasdal smaller en loopt de A25 langs de kalkwanden van het Plateau van Herve, die vanaf de weg goed te zien zijn. Ter hoogte van het plaatsje Cheratte zijn aan de overzijde van de Maas de staalfabrieken van Arcelor te zien.
Na Cheratte passeert de snelweg een belangrijke verkeerswisselaar met de A3/E25-E40-E42, die het verkeer richting Aken, Brussel, Luxemburg of Namen leidt. De E25 verlaat op dit punt ook de A25. Ten zuiden van het knooppunt loopt de A25 door een groot industriegebied van de stad Luik, waar onder meer de Brouwerij Piedbœuf ligt. Na dit bedrijventerrein loopt de snelweg Luik binnen en eindigt vlak voor het begin van de bebouwde kom.